# Frise du temple de Bassae
La frise du temple de Bassæ est un bas-relief de marbre, sculpté sur 23 panneaux de 31 m de long et 61 cm de haut. La frise décorait l'intérieur de la cella du temple d'Apollon à Bassæ.
La frise a été découverte en 1811 par Karl Haller von Hallerstein et Charles Cockerell et excavée les années suivantes par une expédition de la Société des Voyageurs, dirigée par Karl Haller et Otto von Stackelberg. Cette équipe nettoya le site afin de mettre au jour les sculptures. Ces travaux mirent en évidence que ces bas-reliefs faisaient partie d'un ensemble de sculptures plus large incluant les métopes d'une frise dorique externe et de statues plus grandes que nature. La recherche de fragments des blocs ioniques internes à la frise n'est pas mentionnée par les premiers archéologues. L'assemblage de la frise, fondé sur des éléments internes aux dalles restantes, est sujet à controverse.
La recherche archéologique a déterminé que le site des ruines du temple d'Apollon a été utilisé depuis la Grèce archaïque. Pausanias rappelle que ce dernier sanctuaire était dédié à Apollon Épikourios (Apollon de bon secours) par les Phigaliens, en remerciement de son aide lors de la peste de -429. L'architecture du temple, l'une des plus remarquables et inhabituelles de cette période, s'éloigne significativement des normes doriques et ioniques. Il est peut-être l'un des premiers exemples d’utilisation de l'ordre corinthien et le premier temple à avoir une frise continue autour de la cella intérieure. Le style de la frise la situe dans la haute période classique : elle a été probablement sculptée vers 400 av. J.-C. Rien n'est connu sur ses auteurs : leur attribution à Paionios a été réfutée et la frise ne peut être associée à aucun sculpteur, atelier ou école. À l'opposé, Cooper identifie les auteurs de la frise comme un groupe de trois maîtres anonymes.
La frise a été achetée en 1815 par le British Museum, où elle fait maintenant partie de l'exposition permanente, dans une salle qui lui est dédiée de la seizième galerie. Alors que le British Museum possède la plus grande partie de l'œuvre, huit fragments réputés appartenir à la frise sont exposés au musée national archéologique d'Athènes. Des copies de cette frise décorent les murs de l'Ashmolean Museum et du Travellers Club de Londres.

## Description
Sur les 23 plaques de la frise ionique, onze représentent des Grecs combattant des Centaures et douze des Grecs combattant des Amazones. Cooper et Madigan font une autre distinction entre les Amazonomachies d'Achille et d'Héraclès, par la détermination de la disposition des blocs. Cependant, contrairement à la pratique habituelle, ces trois différents épisodes ne se trouvent pas sur des côtés séparés du bâtiment, mais tournent en continu autour de l'entablement avec une seule disjonction claire à l'angle nord-ouest. 
La présente description suit la reconstruction de Cooper et Madigan.

### L'Amazonomachie de la guerre de Troie

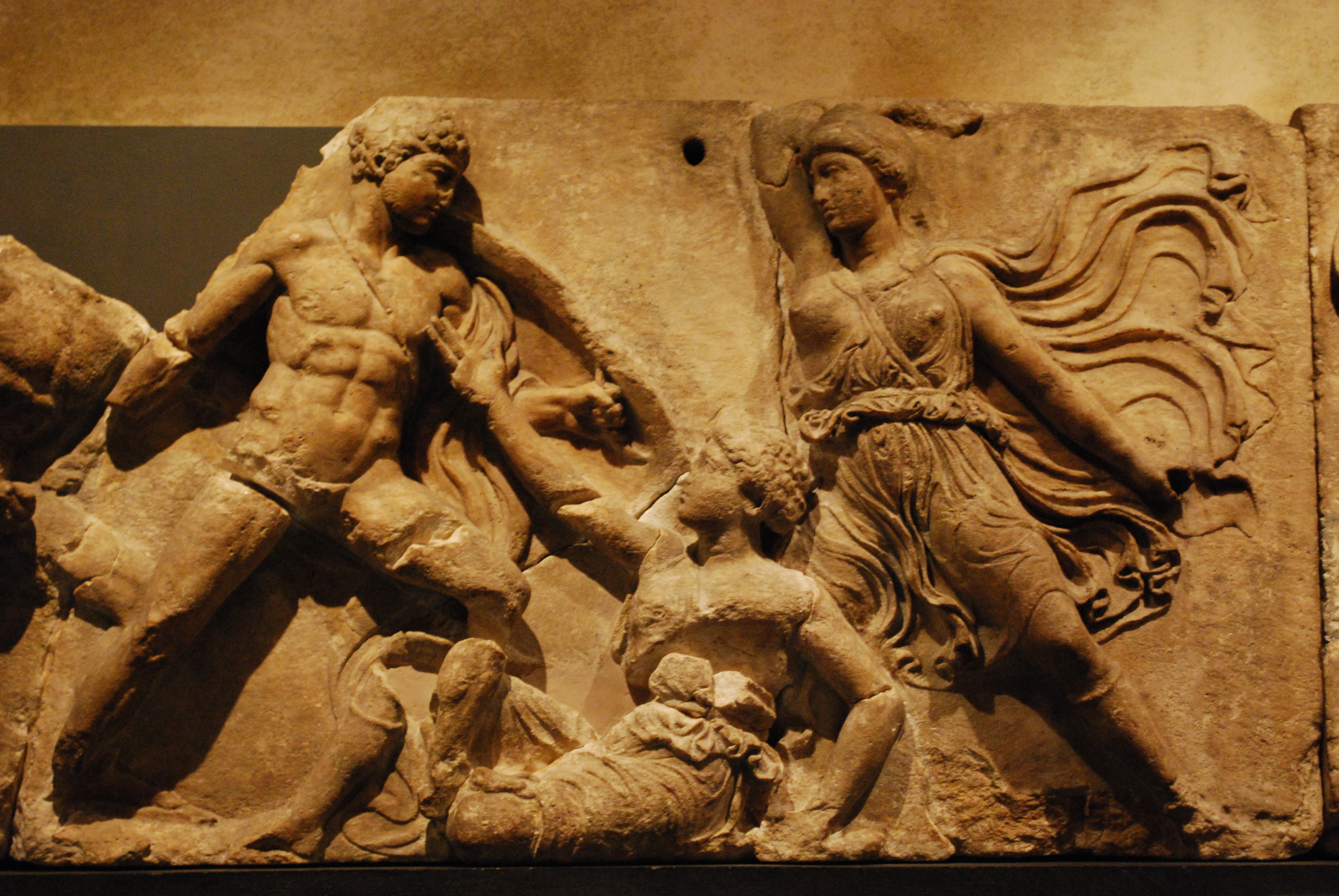
BM 537 Achille et Penthésilée

Les quatre premiers panneaux de la frise, du coin nord-ouest au milieu du côté ouest, représentent l'attaque des Grecs à Troie par les Amazones commandées par Penthésilée (BM 538, BM 532, BM 537 et BM 539). La bataille elle-même s'étend sur trois blocs, aboutissant à la mort de Penthésilée par la main d'Achille (BM 537), tandis que la quatrième dalle (BM 539) représente une trêve à la fin de la bataille. Dans la première scène de combat (BM 538), une Amazone a pris le dessus sur son adversaire, mais dès la deuxième scène, la situation est radicalement inversée : un Grec barbu, vêtu d'un chitôn, d'une cuirasse, d'un casque, d'un baudrier et d'un bouclier, saisit une Amazone par les cheveux, tout en la piétinant. Il est le soldat le plus lourdement armé des Amazonomachies représentées, et le seul Grec barbu, pour autant que nous puissions le dire, de toute la frise. Sur le deuxième panneau (BM 532), une Amazone utilise un bouclier d'hoplite pour protéger une deuxième Amazone agenouillée qui vient de tirer une flèche. La bataille atteint son apogée sur la troisième dalle (BM 537), où Achille tue la reine des Amazones. Achille et Penthésilée apparaissent au centre de la dalle, tandis qu'un seul Grec et une seule Amazone se trouvent à leurs côtés. Le dernier panneau de la série (BM 539), représente le moment où une trêve a été déclenchée entre les Grecs et les Amazones, afin de débarrasser le champ de bataille des armes, des blessés et des morts.

Amazonomachie troyenne
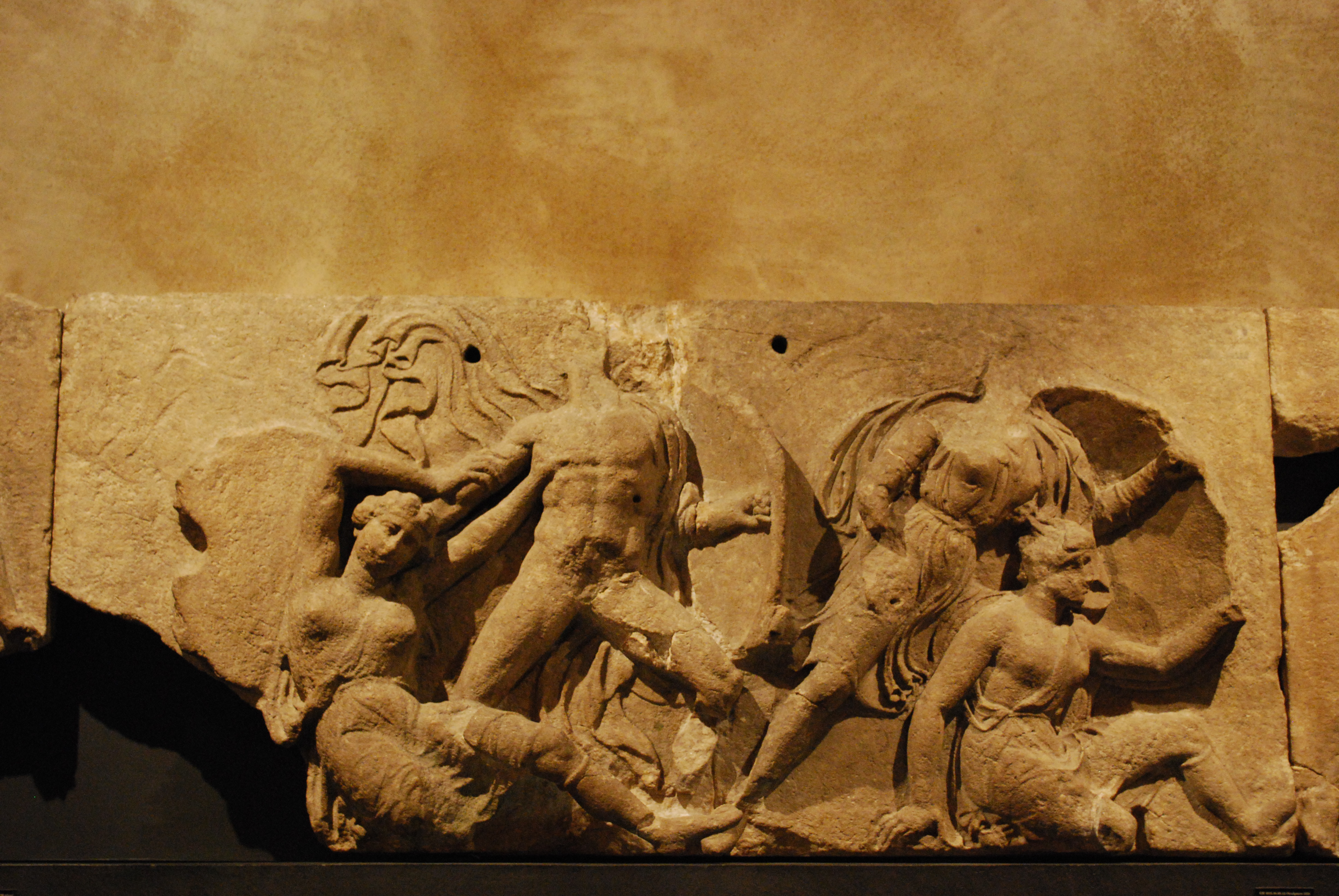
BM532 Combat des Grecs contre les Amazones commandées par Penthésilée
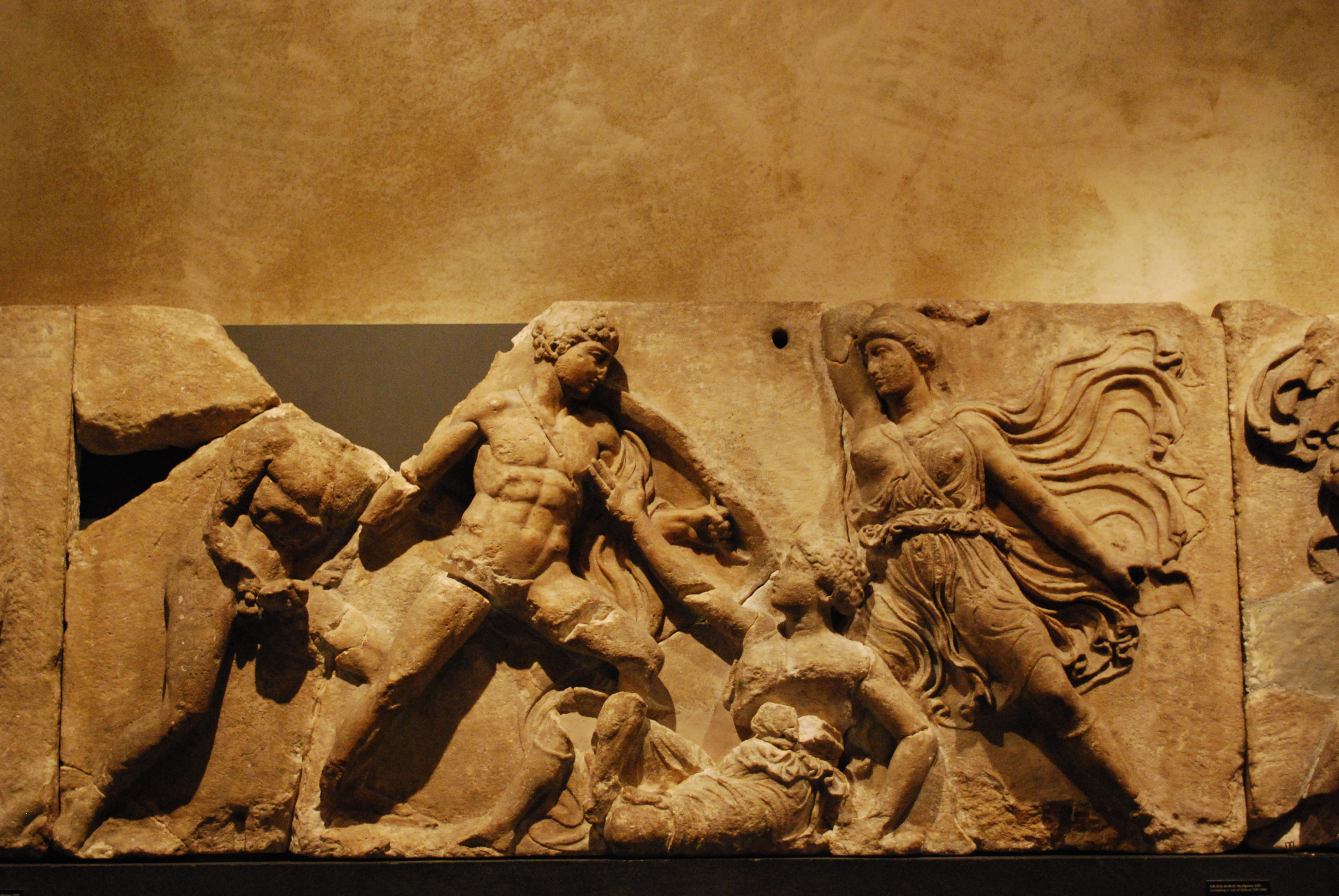
BM537 Penthésilée tuée par Achille
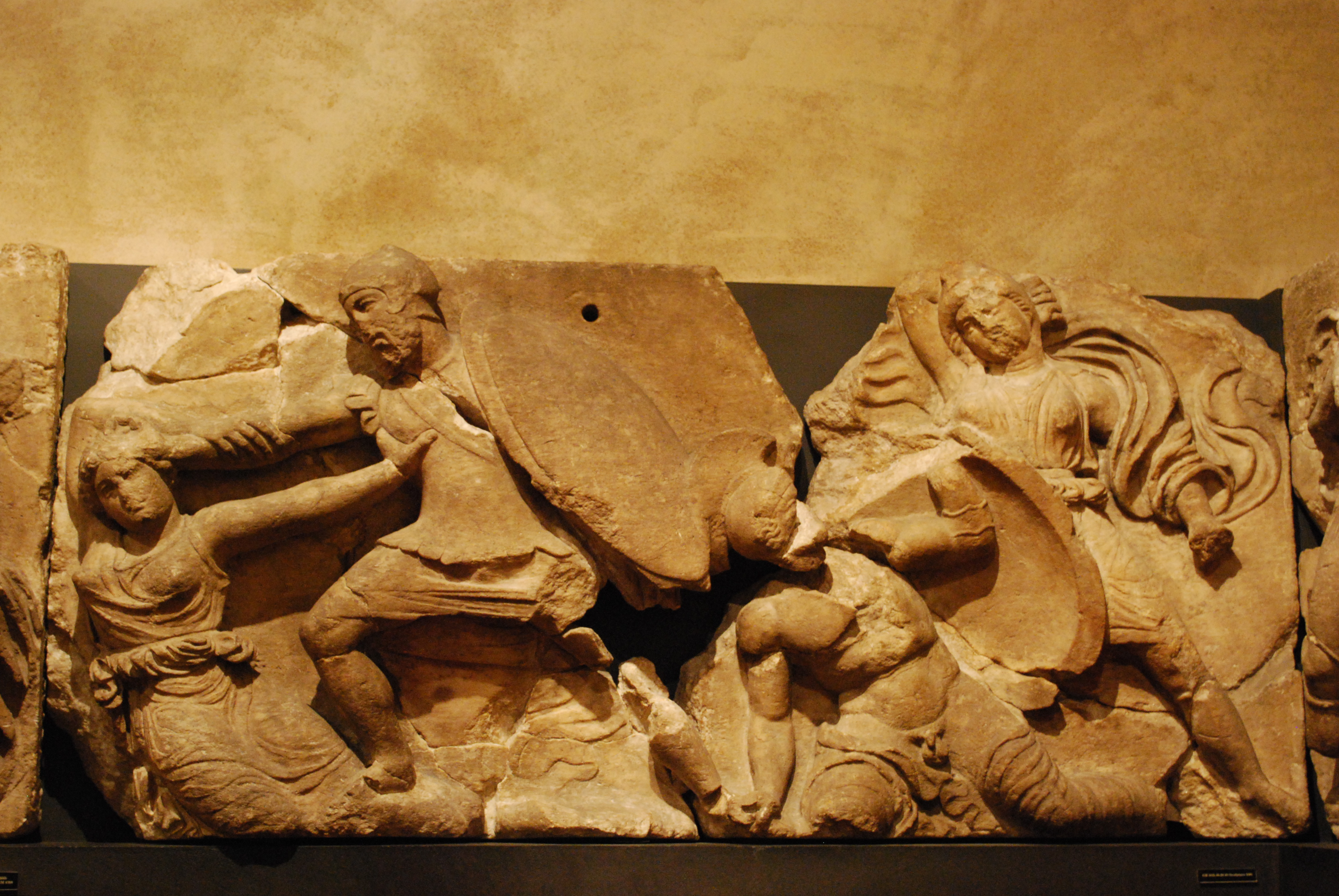
BM538 Combat des Grecs contre les Amazones commandées par Penthésilée
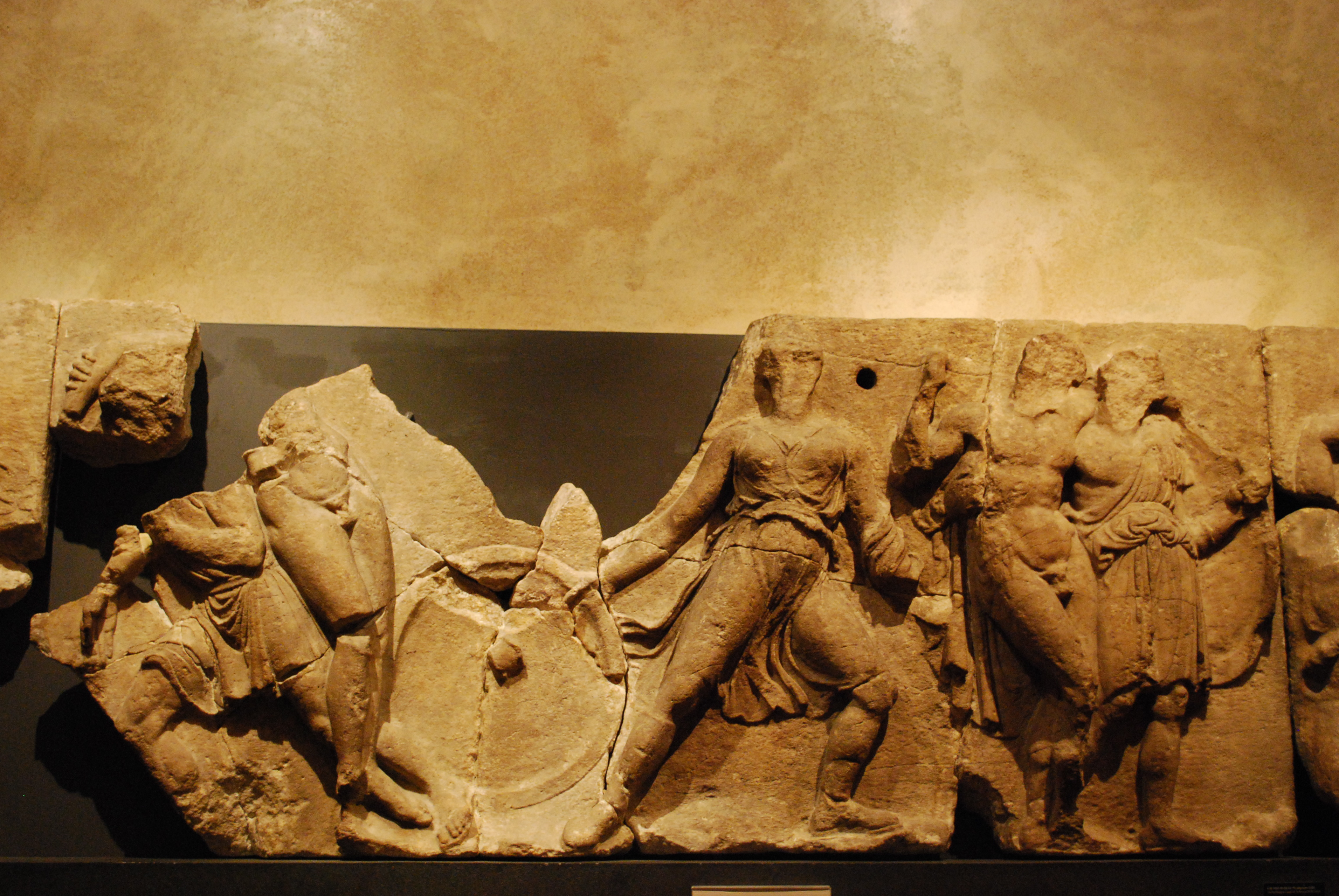
BM539 Combat des Grecs contre les Amazones

### L'Amazonomachie d'Héraclès

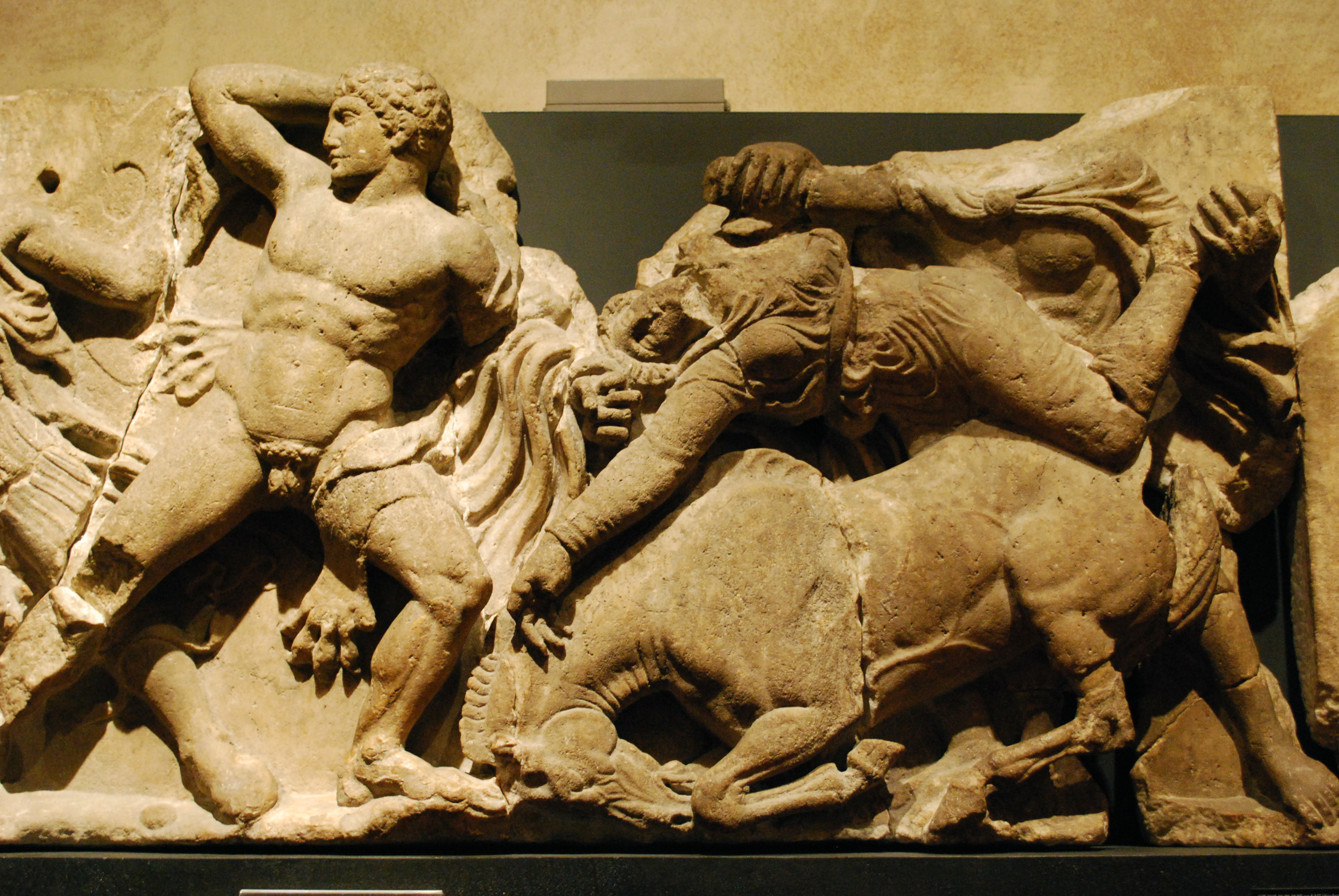
BM 541 Héraclès (à gauche) et un Grec abattant une Amazone montée.

La section suivante de la frise représente la bataille entre les Grecs, dirigés par Héraclès, contre les Amazones dans une tentative du héros de s'emparer de la ceinture de la reine des Amazones, Hippolyte. Cette Amazonomachie s'étend sur huit blocs du milieu du côté ouest, autour des coins sud-ouest et sud-est, jusqu'au premier panneau du côté est. Ce sont les blocs BM 536, BM 533. BM 534, BM 531, BM 542, BM 541, BM 540 et BM 535.
Sur la première dalle (BM 536), la bataille est équilibrée, un Amazone et un Grec au mieux de leur combat s'affrontent dans une paire de duels. Sur le panneau suivant (BM 533), apparaît la première victime (BM 533:1), une Amazone tenant probablement le manche d'une hache dans sa main droite alors qu'elle s'effondre. Son casque repose sur le sol à sa droite. Le vêtement de l'Amazone mourante, composé d'un péplos et d'un manteau sur-jupe, la distingue des autres Amazones guerrières qui portent le chitoniskos plus typique. La hache et le casque l'identifient comme combattante, et le péplos doit indiquer qu'elle est l'une des trois reines amazoniennes qui participent à la bataille. En tant que reine et première victime, elle doit être Mélanippe , et le Grec qui la tue doit être Télamon. Télamon (BM 533:2) se tient à côté de sa victime, mais il a maintenant tourné sa lance vers une autre combattante.
La prochaine victime de la lance de Télamon sera l'Amazone (BM 531:2) qui aide une camarade blessée. Bien qu'une autre Amazone de cette partie de la frise ne soit pas encore opposée à un ennemi et se trouve directement à gauche de Télamon (BM 533: 3), elle ne peut être sa cible, car elle se tient sur une ligne de terrain différente de Télamon et doit être comprise comme se tenant dans un plan spatial plus en profondeur. Tandis que Télamon pointe sa lance sur une ennemie éloignée, elle pointe sa flèche au-delà de Télamon, probablement sur le Grec du panneau précédent (BM 536:3), qui est sur le point de traîner une Amazone. L'Amazone que Telamon est en train de viser est vêtue comme Mélanippe, d'un péplos sur-jupe, encore une fois probablement un attribut de la royauté. Comme Hippolyte sera vue plus tard combattre Héraclès, et que Mélanippe a déjà été tuée, cette Amazone peut être identifiée comme Antiope. Les trois panneaux qui composent la partie sud de la frise (BM 542, BM 541 et BM 540) forment une unité centrée sur la figure d'Héraclès (BM 541:3). Le héros occupe une place de choix, sur le long axe du temple et au-dessus du chapiteau corinthien, tandis qu'à chaque extrémité du trio de panneaux se trouvent des paires d'équilibrage composées d'un Grec et d'une Amazone aidant des camarades blessés à s'éloigner (BM 542:1-2, BM 540:5-4). Hippolyte, comme les deux autres reines, se distingue par sa robe. Elle porte un manteau enroulé autour de sa taille, attirant visuellement l'attention sur la ceinture disputée.
Le dernier panneau de l'Amazonomachie d'Héraclès (BM 535) est séparé physiquement des trois précédents, étant le seul de l'Amazonomachie à se trouver du côté est. Il est également séparé temporellement des autres en ce qu'il représente un moment tardif du conflit où l'issue n'est plus mise en doute. Ainsi, il suit le modèle de la dernière scène de l'Amazonomachie troyenne, marquant la conclusion de l'action et la commentant. La marée de la bataille, distinctement du côté des Amazones le long du côté sud, s'est maintenant retournée contre elles. Ici (BM 535:3), la dernière des Amazones est représentée agrippée à un autel, alors qu'elle est faite prisonnière par un guerrier grec (BM 535:4).

Amazonomachie héracléenne
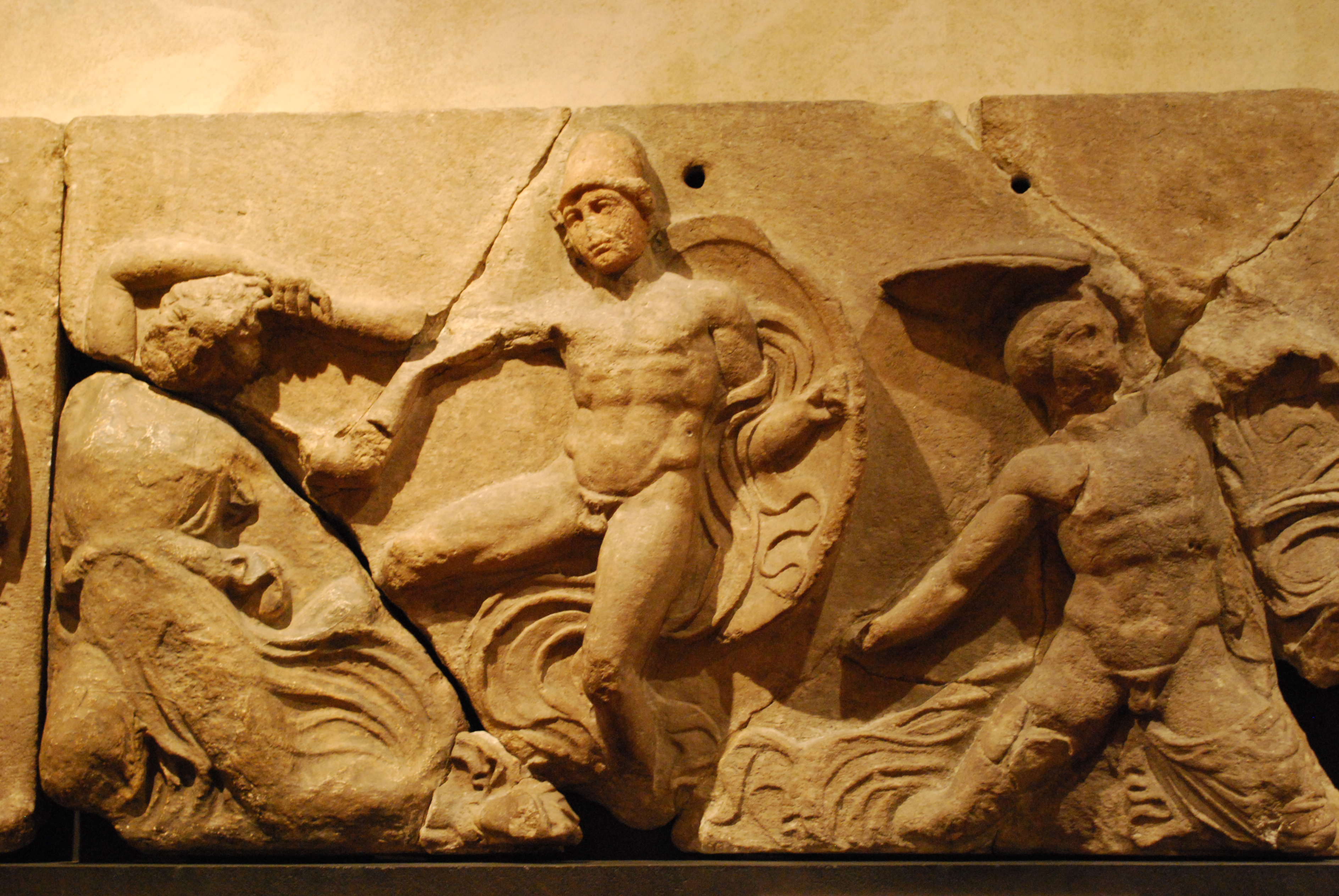
BM536 Amazonomachie
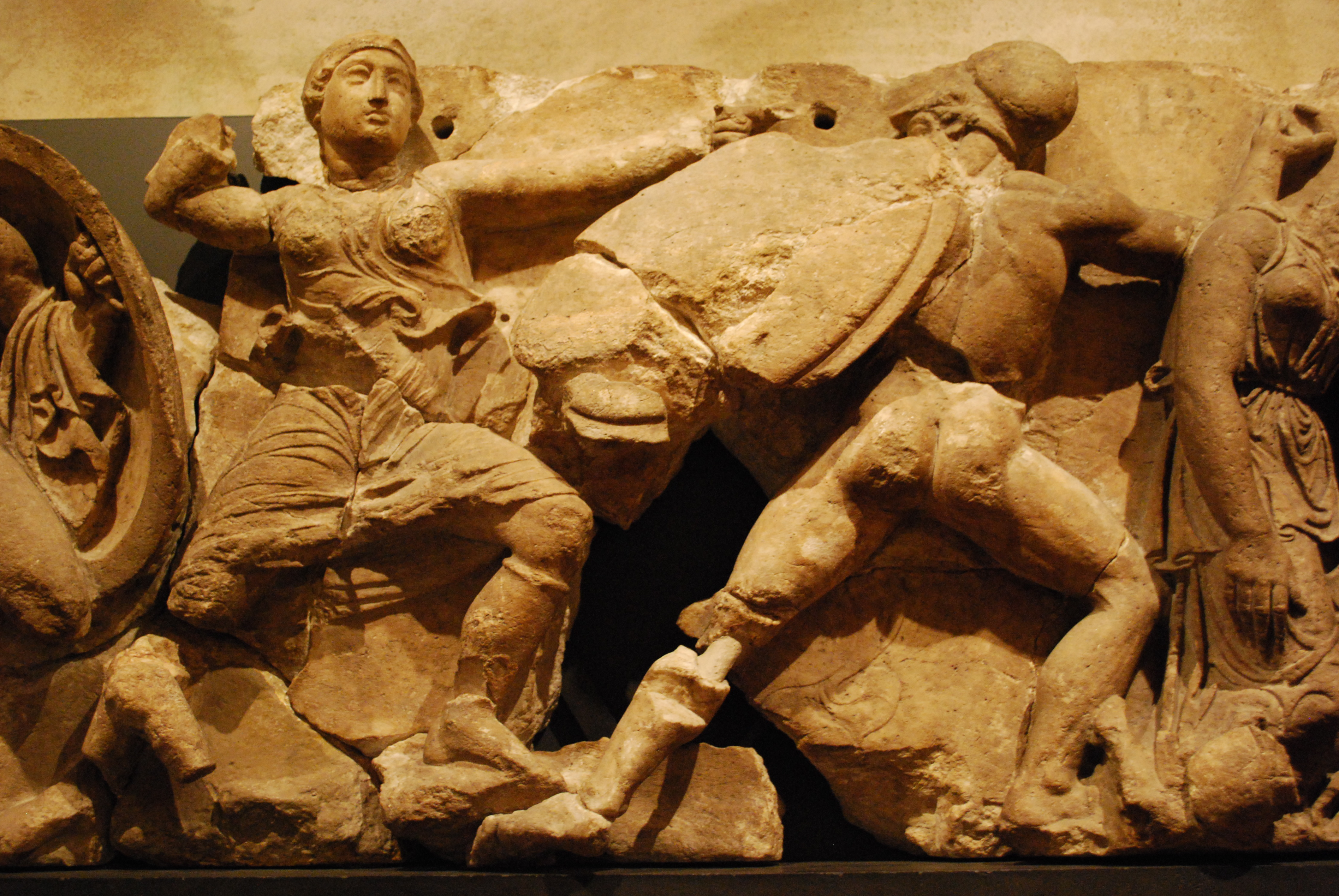
BM533 Amazonomachie
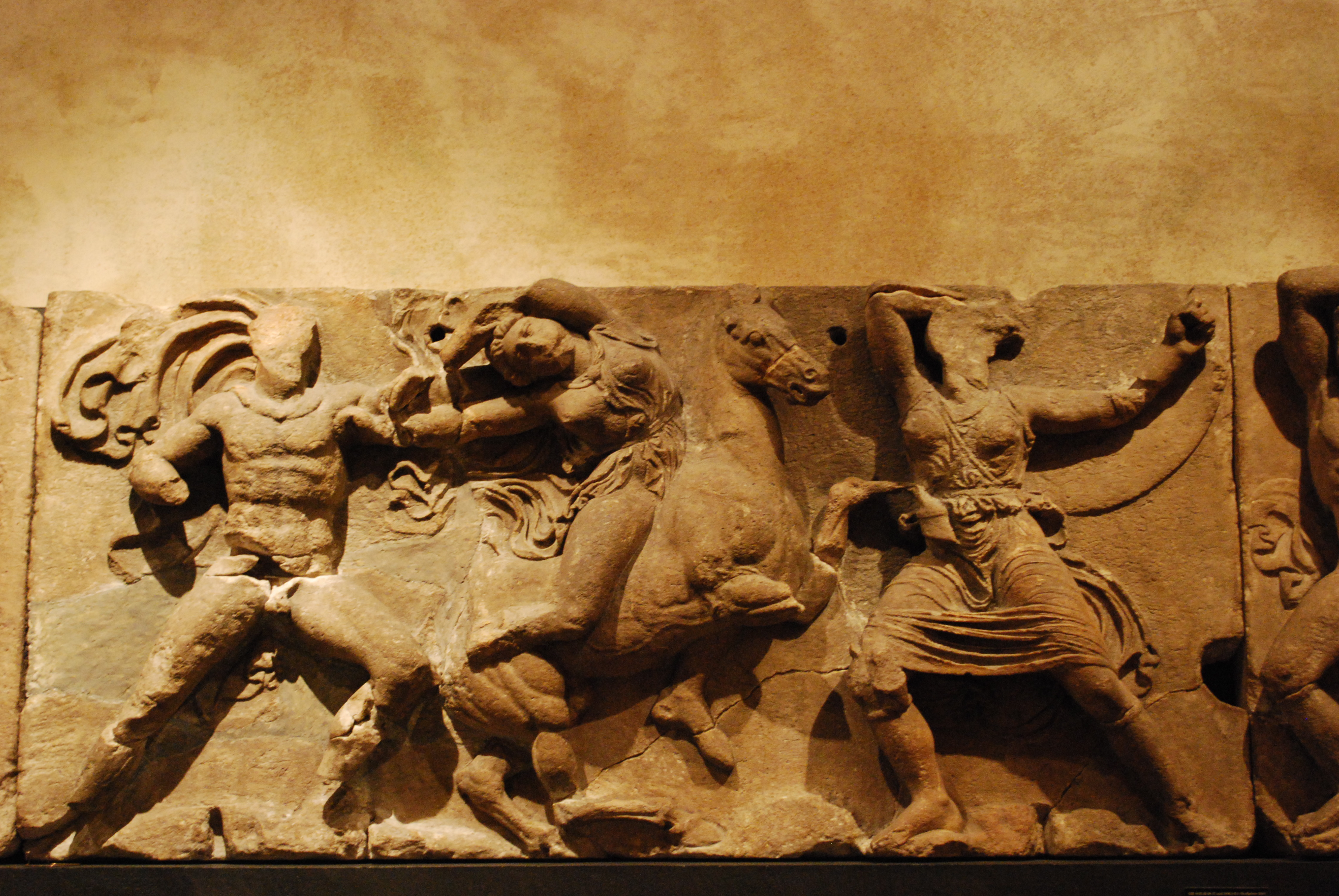
BM534 Amazonomachie
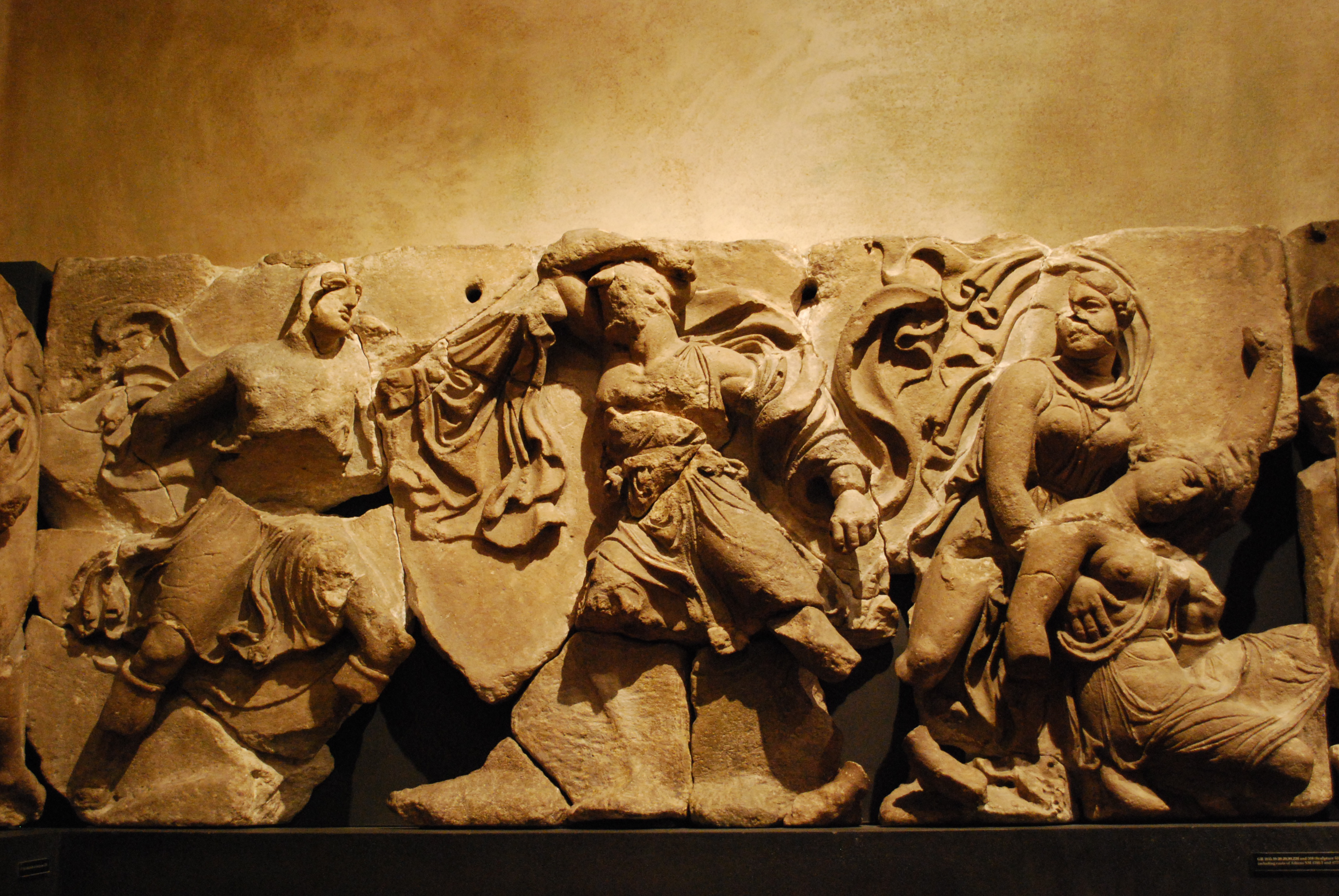
BM531 Amazonomachie
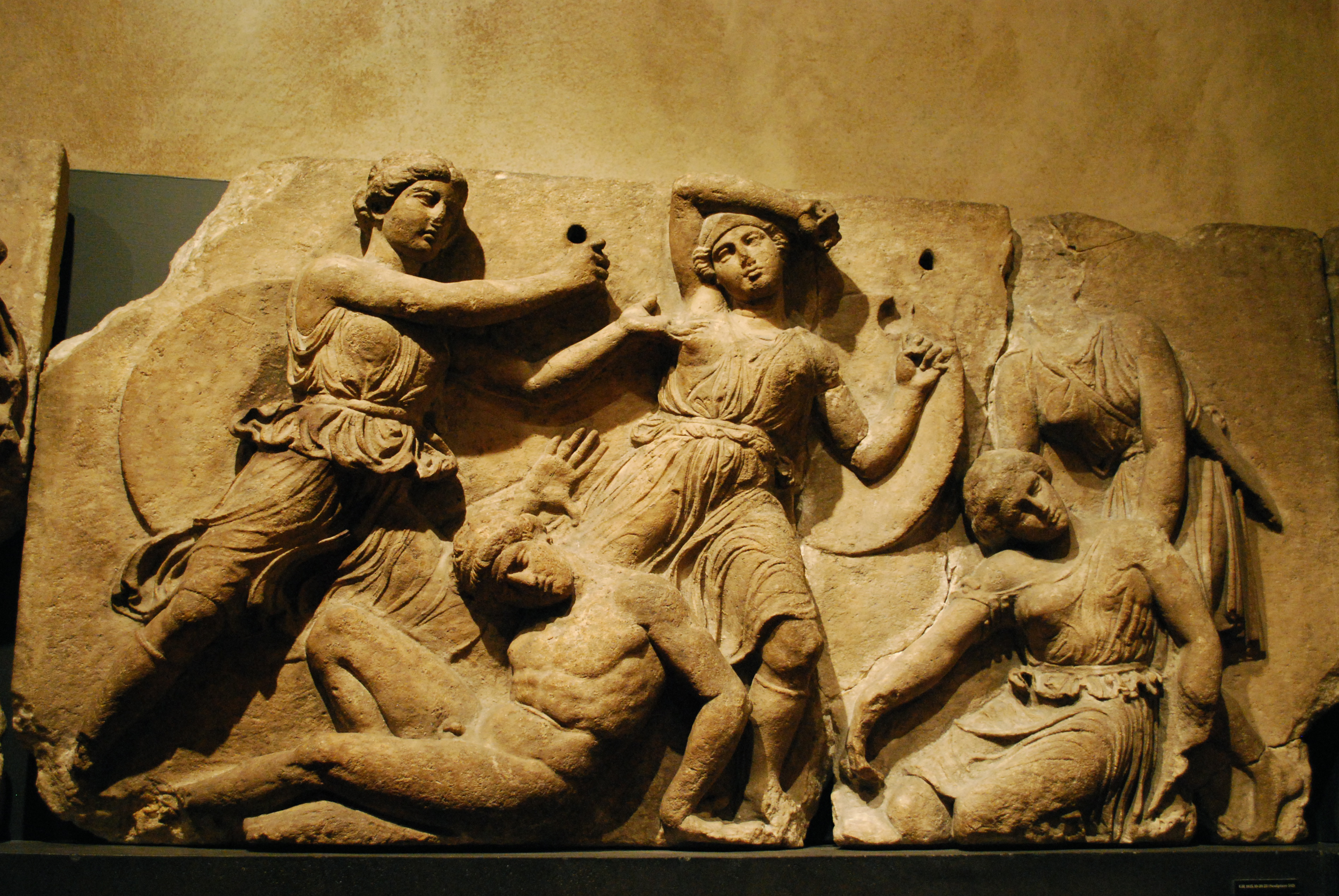
BM542 Amazonomachie
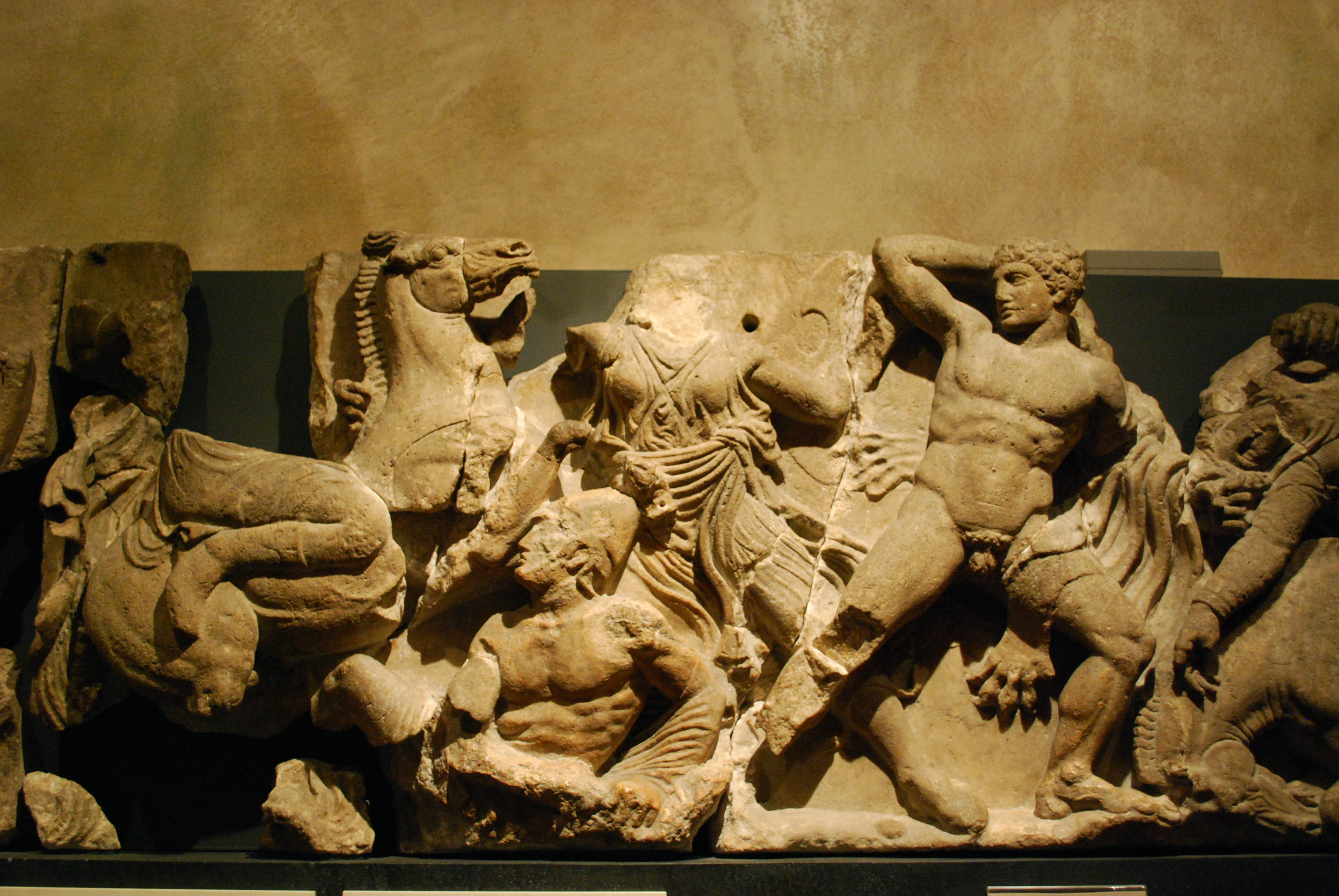
BM541 Amazonomachie
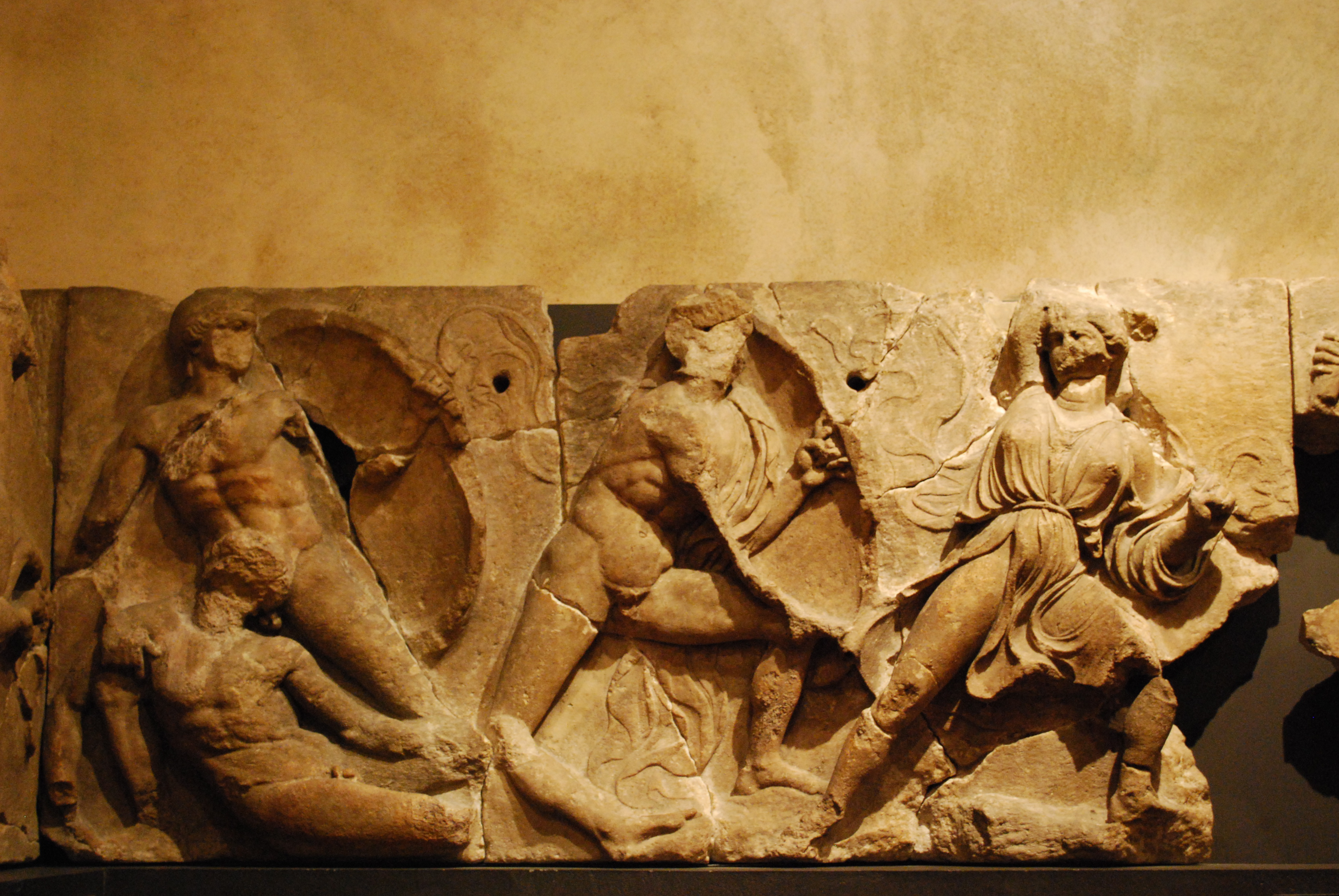
BM540 Amazonomachie
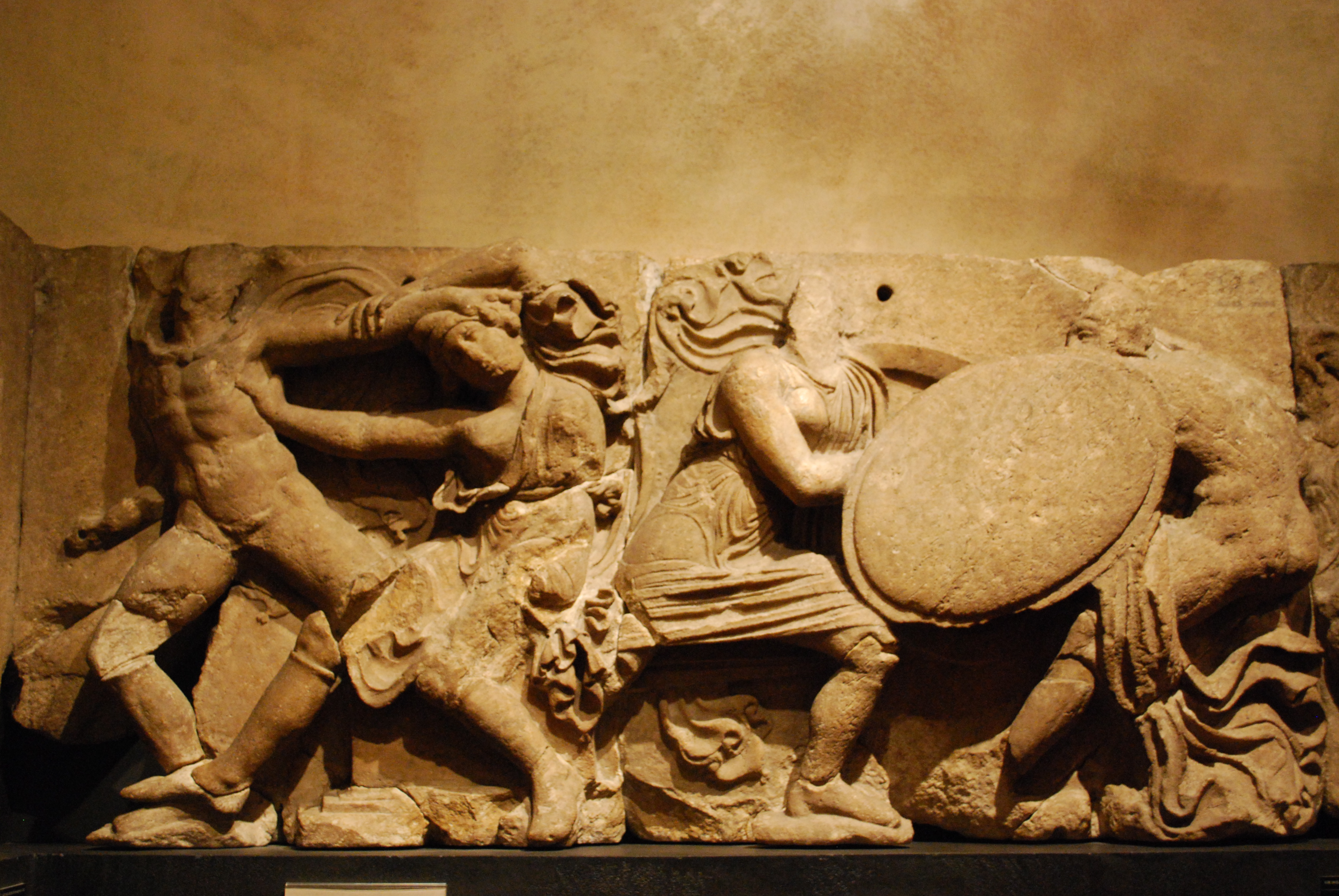
BM535 Amazonomachie

### Centauromachie
La Centauromachie couvre sept panneaux le long de l'entablement à l'est et quatre sur le petit côté nord, ce qui en fait le plus long des trois sujets (BM 526, BM 524, BM 525, BM 530, BM 528, BM 527, BM 529 ; BM 522, BM 523, BM 521 et BM 520). Le paysage rocheux, l'enterrement de Cénée, les Centaures combattant avec des branches d'arbres ou des rochers, et des hommes avec armes et armures sont tous les éléments d'une bataille rangée entre Lapithes et Centaures. Cependant, quatre Grecs ne sont vêtus que de manteaux, combattent à mains nues et sont visiblement placés aux principaux points structurels : sur la première dalle (BM 526:2-3) ; au coin (BM 529:4) et sur la dernière dalle (BM 520:2). Plusieurs femmes, aussi, dont Hippodamie (BM 520: 4), sont dispersées tout au long de la bataille. Ces éléments appartiennent le plus souvent à une scène différente dans le récit de la Centauromachie  : la bagarre à la fête de mariage de Pirithoos. En outre, les deux bébés portés par des femmes (BM 525:11 et BM 522:15) sont inconnus dans l'une des deux versions les plus populaires de la bataille. De plus, l'intervention directe des dieux Apollon et Artémis (BM 523), peut également être un élément nouveau unique à la frise. Cet écart avec les conceptions plus traditionnelles de la Centauromachie est peut-être une tentative de l'unifier avec les deux autres sujets de la frise, ainsi que d'adapter le sujet aux divinités tutélaires du sanctuaire.

Centauromachie
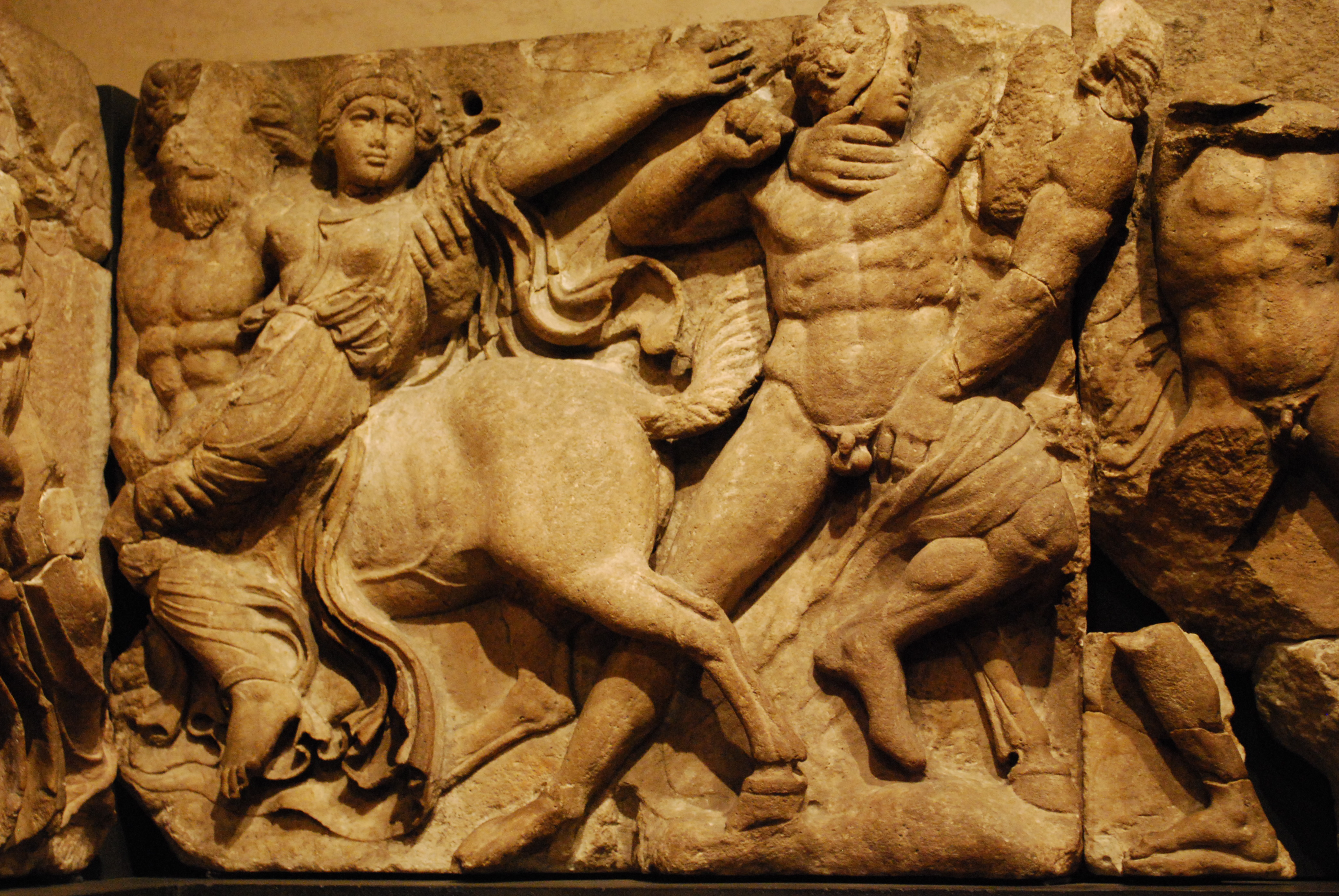
BM520 Hippodamie, parmi les combattants
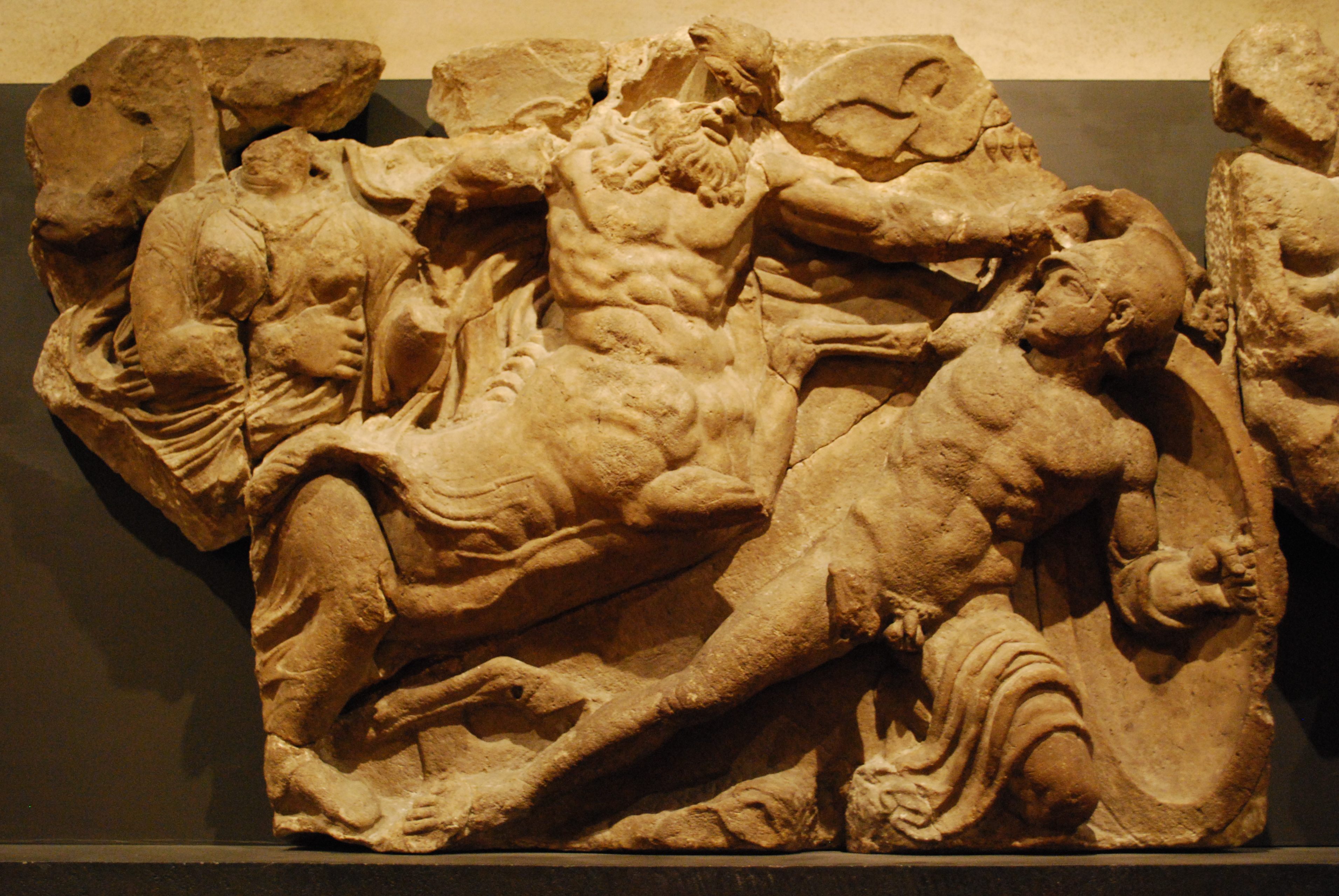
BM521 Centauromachie
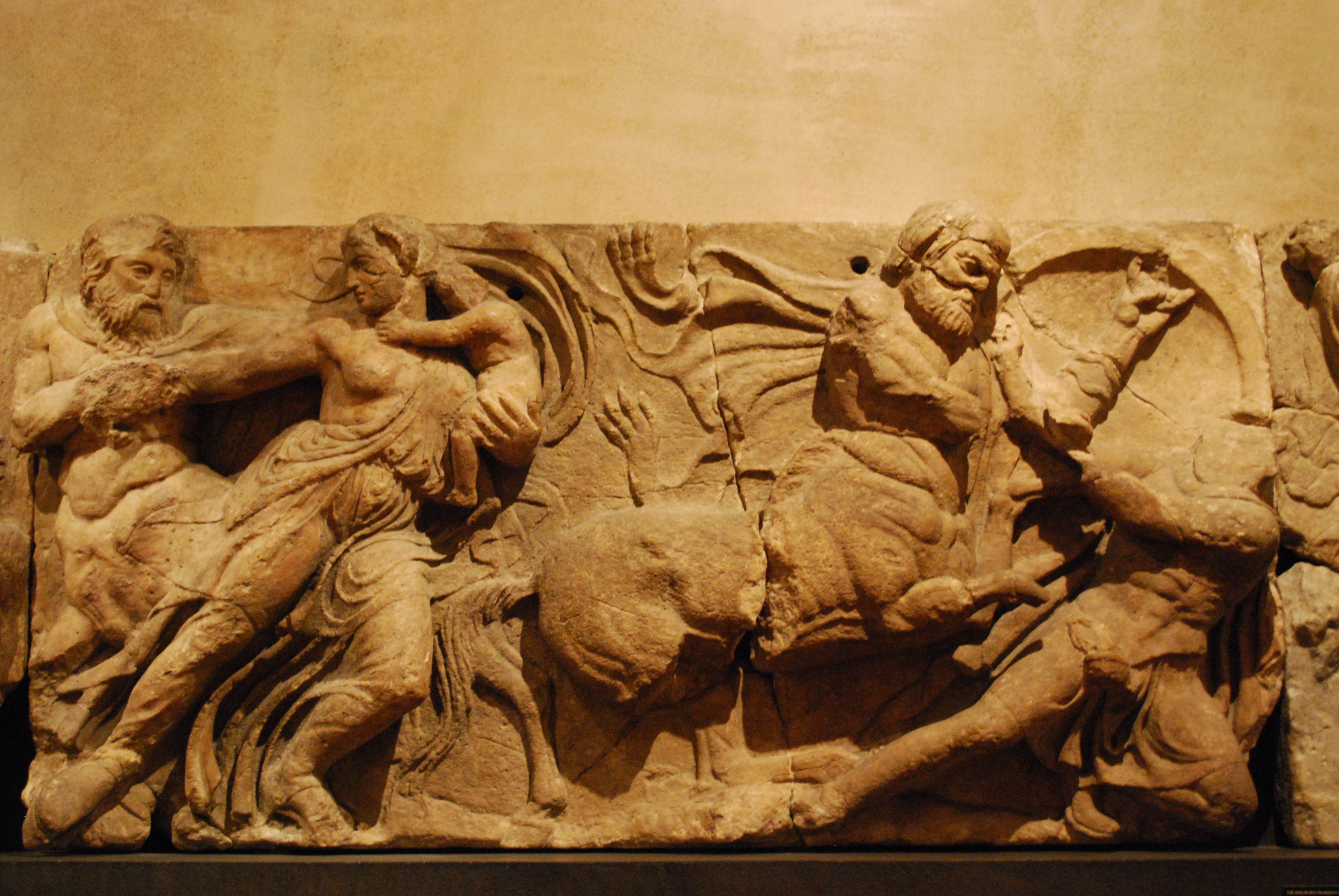
BM522 Apollon et Artémis (coin nord-est) ; une femme porte un jeune
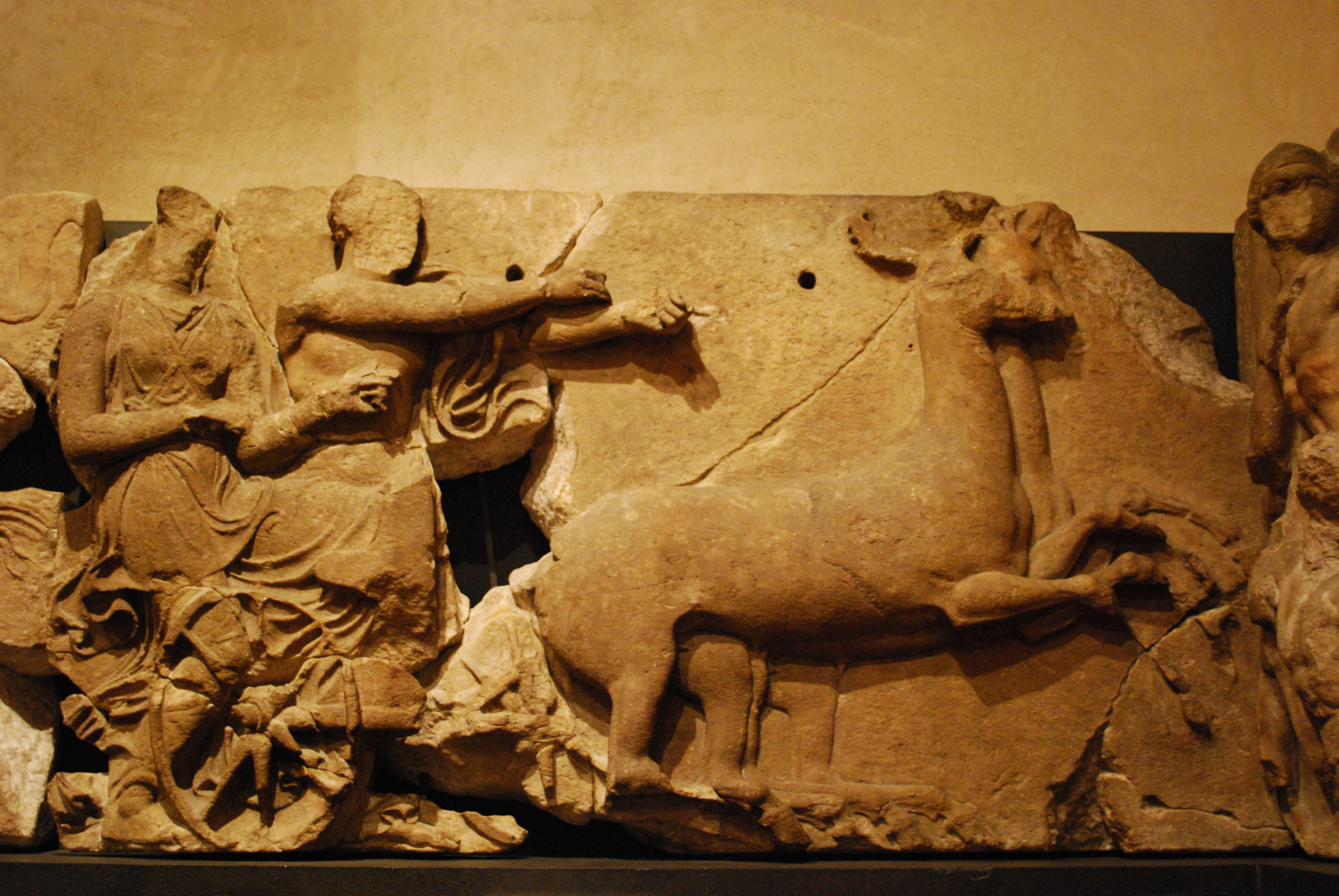
BM523 Apollon et Artémis (coin nord-est)
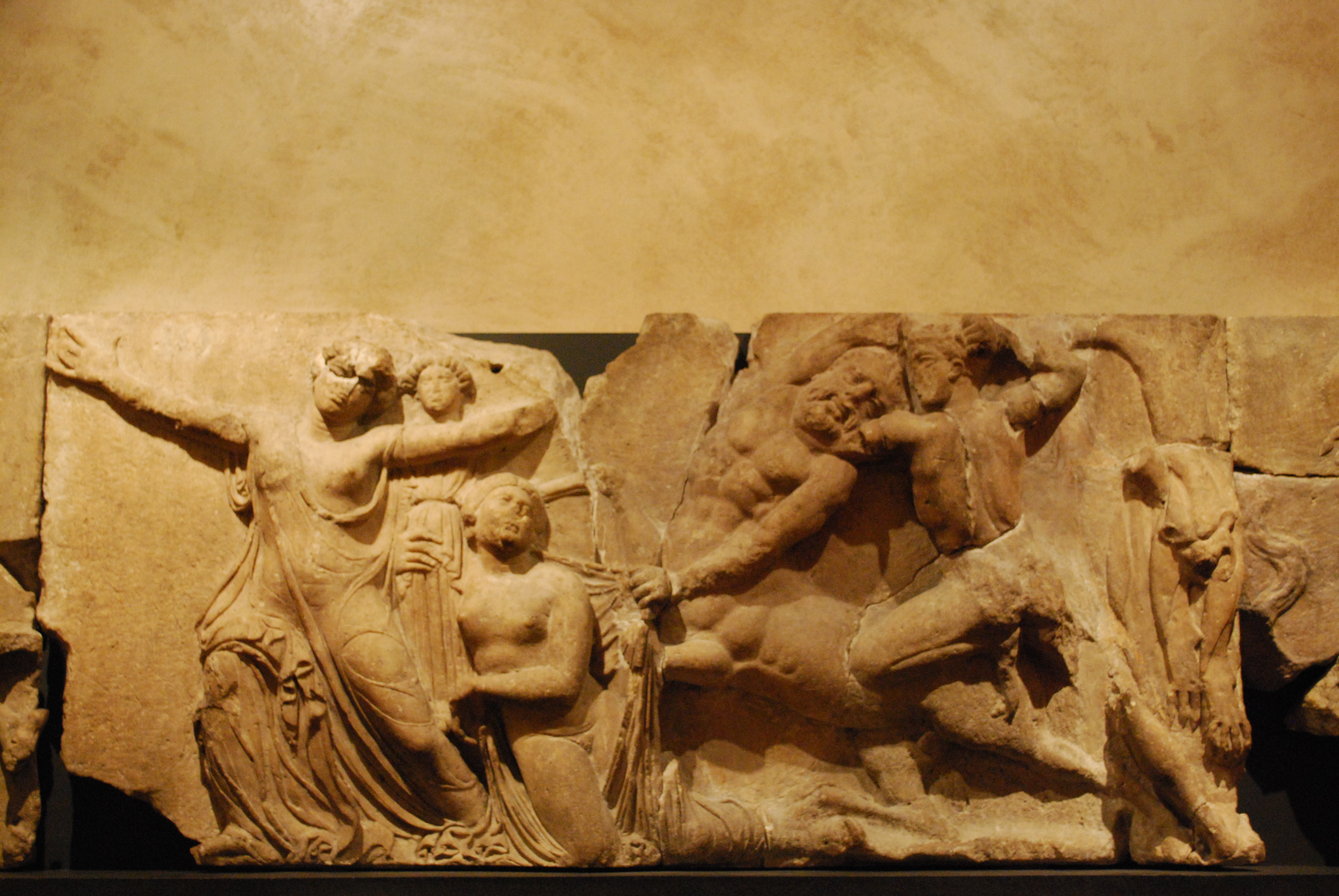
BM524 Femmes avec statue de culte d'Artémis accostées par un Centaure
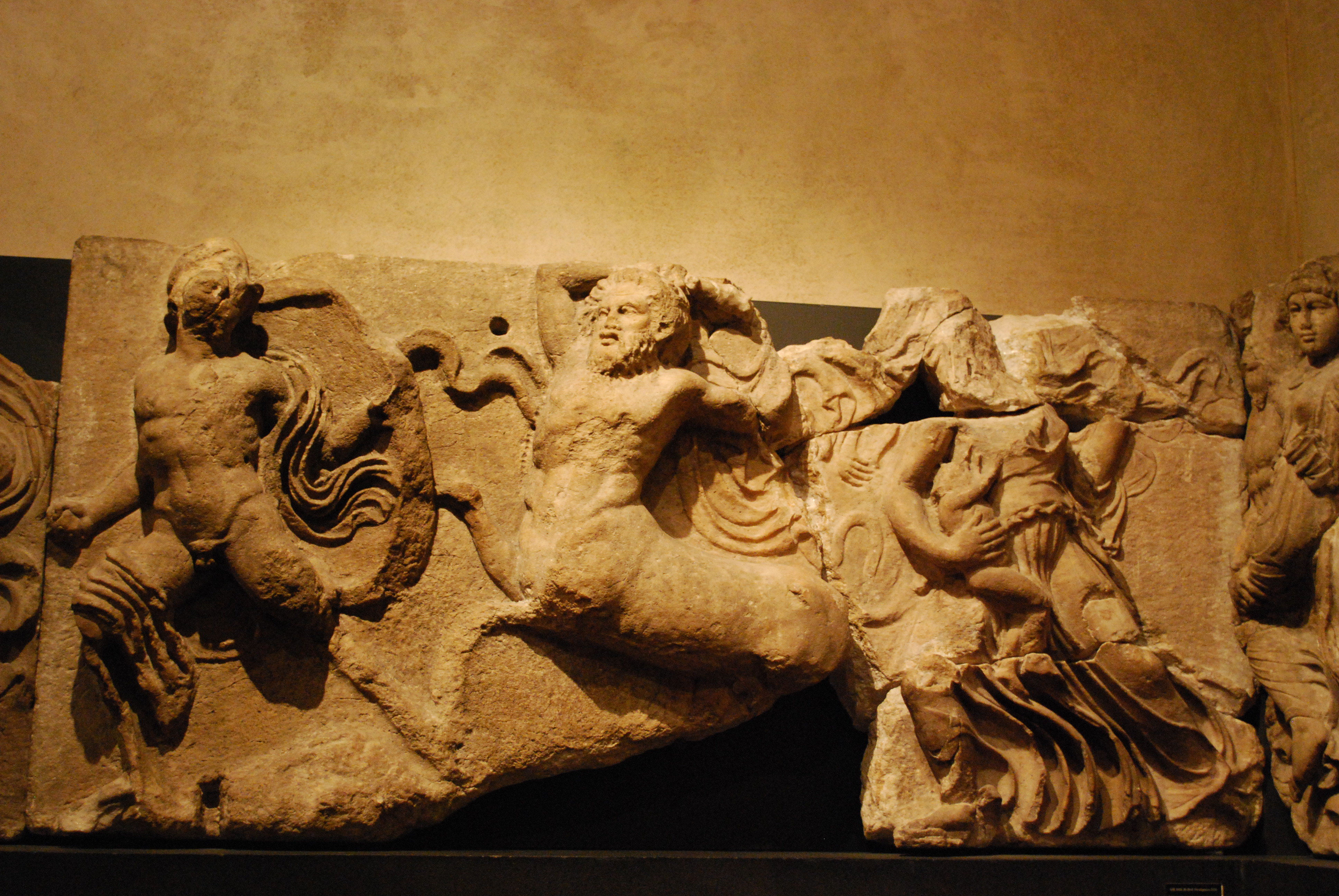
BM525 Centauromachie
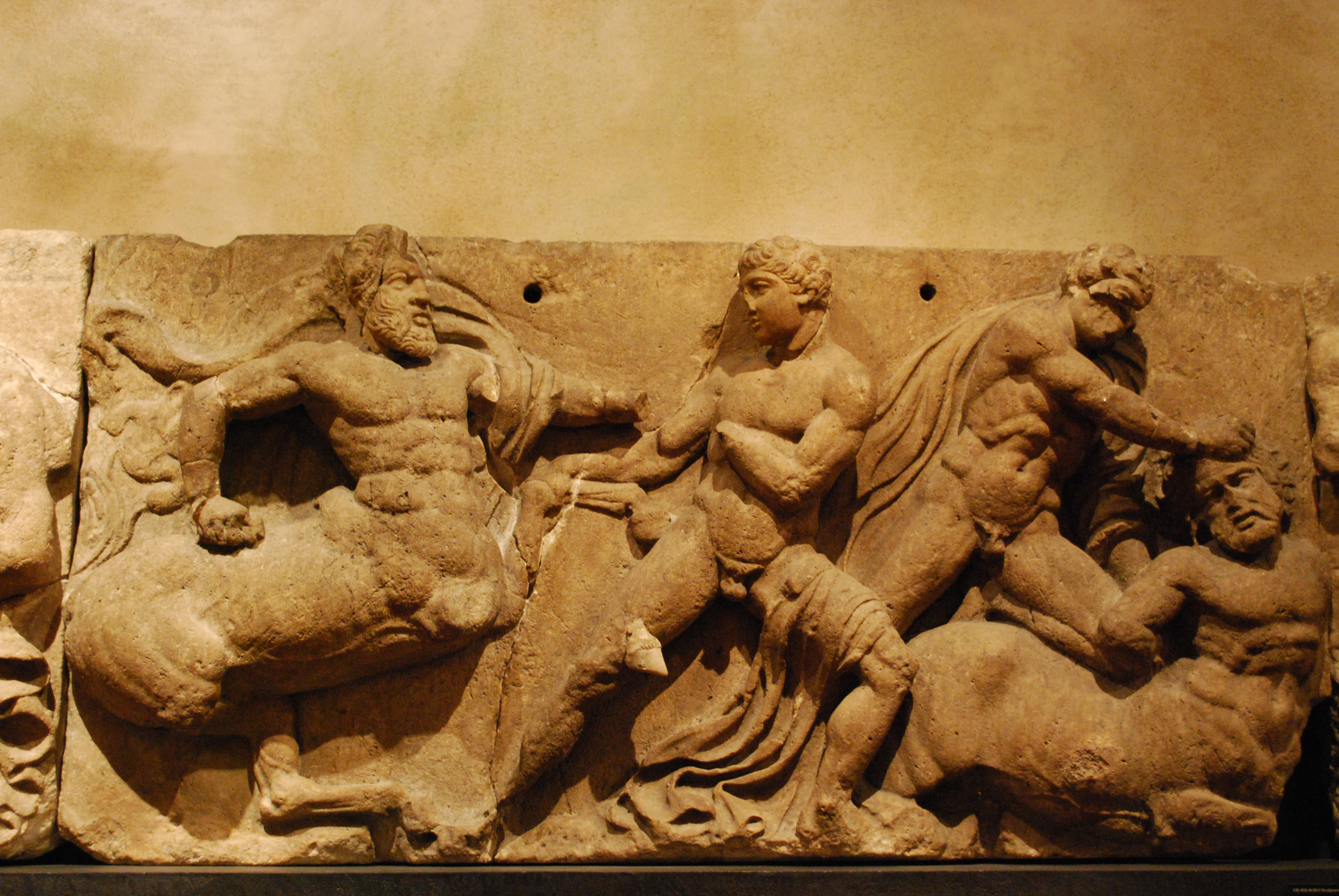
BM526 Centauromachie
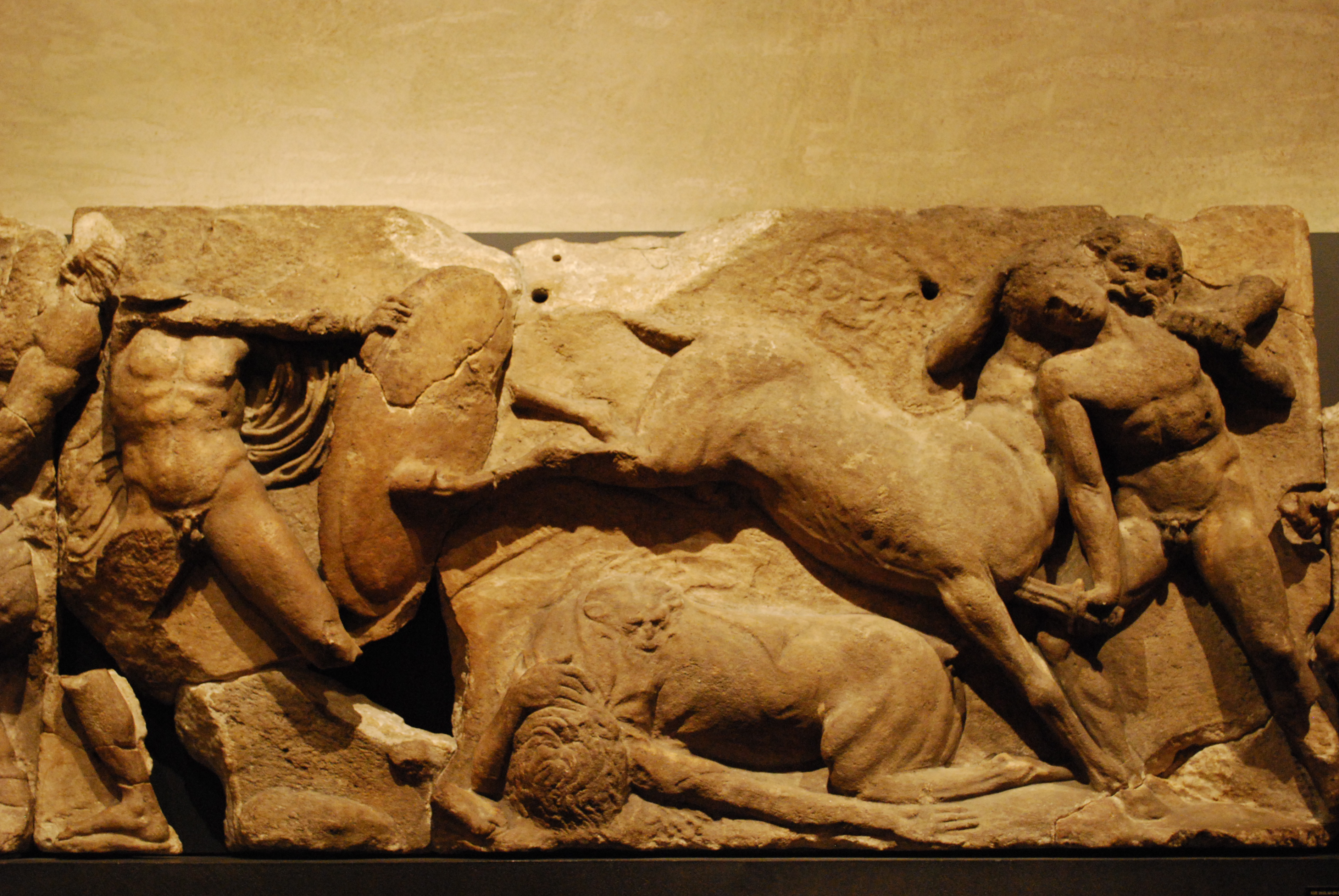
BM527 Centauromachie
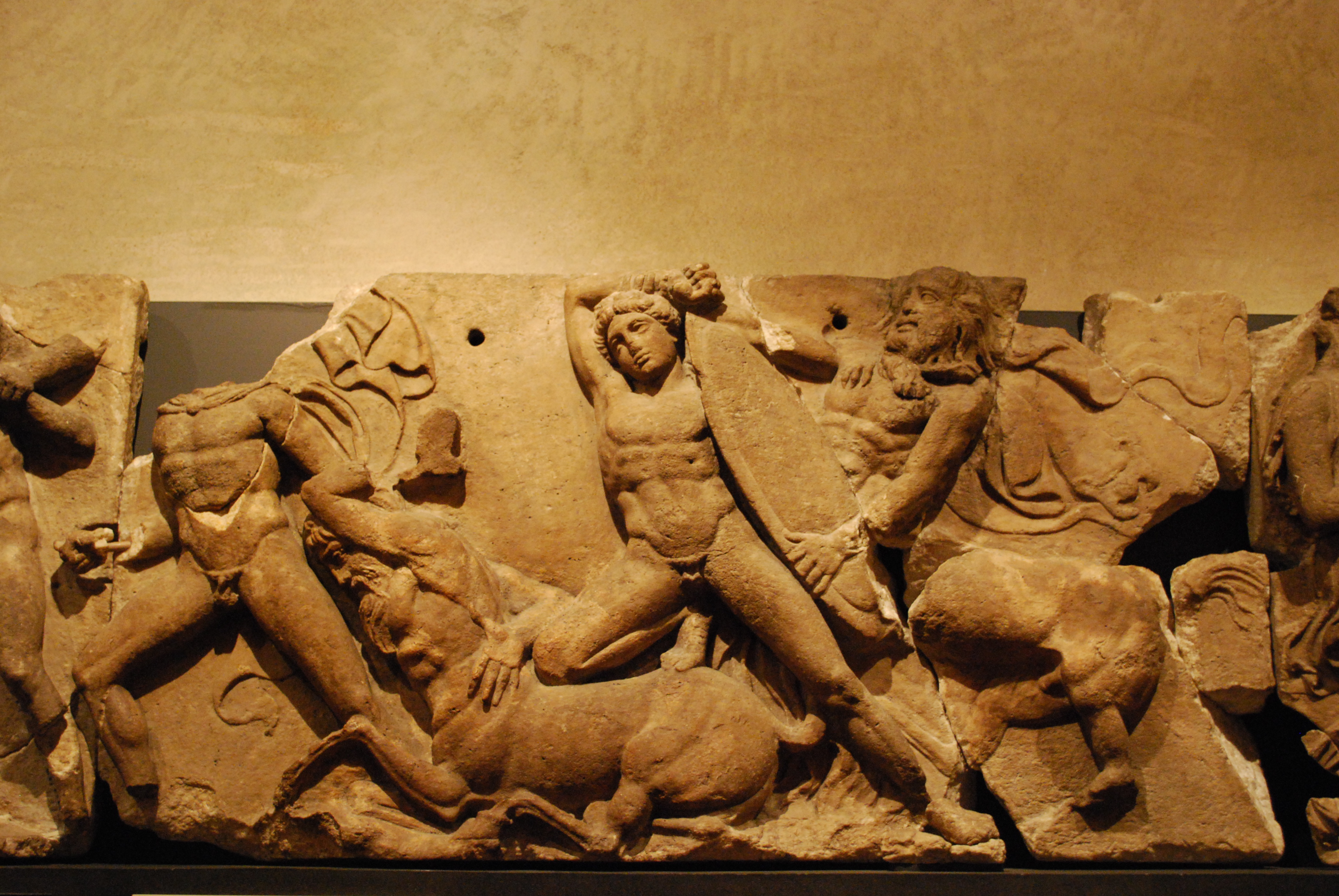
BM528 Centauromachie
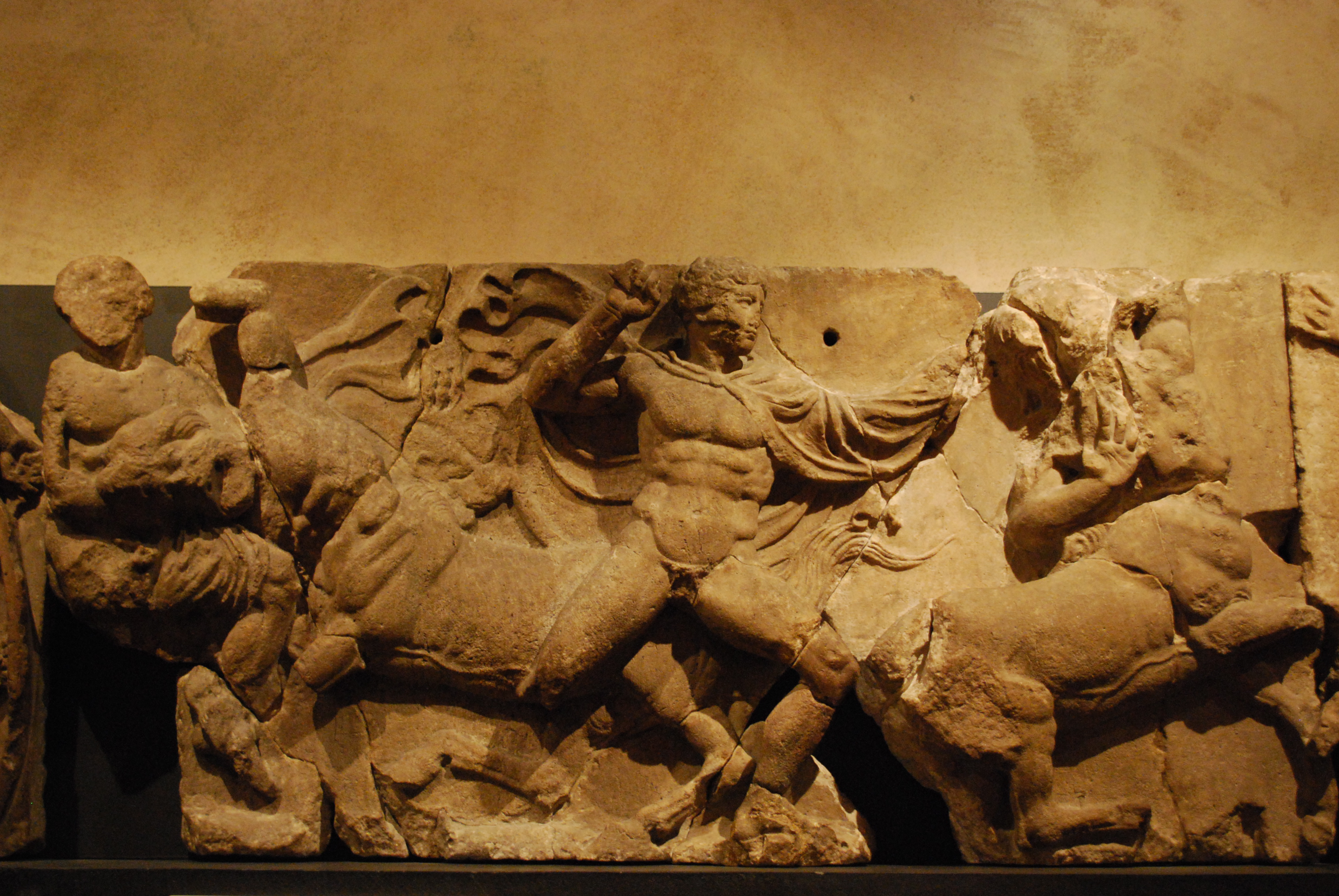
BM529 Centauromachie
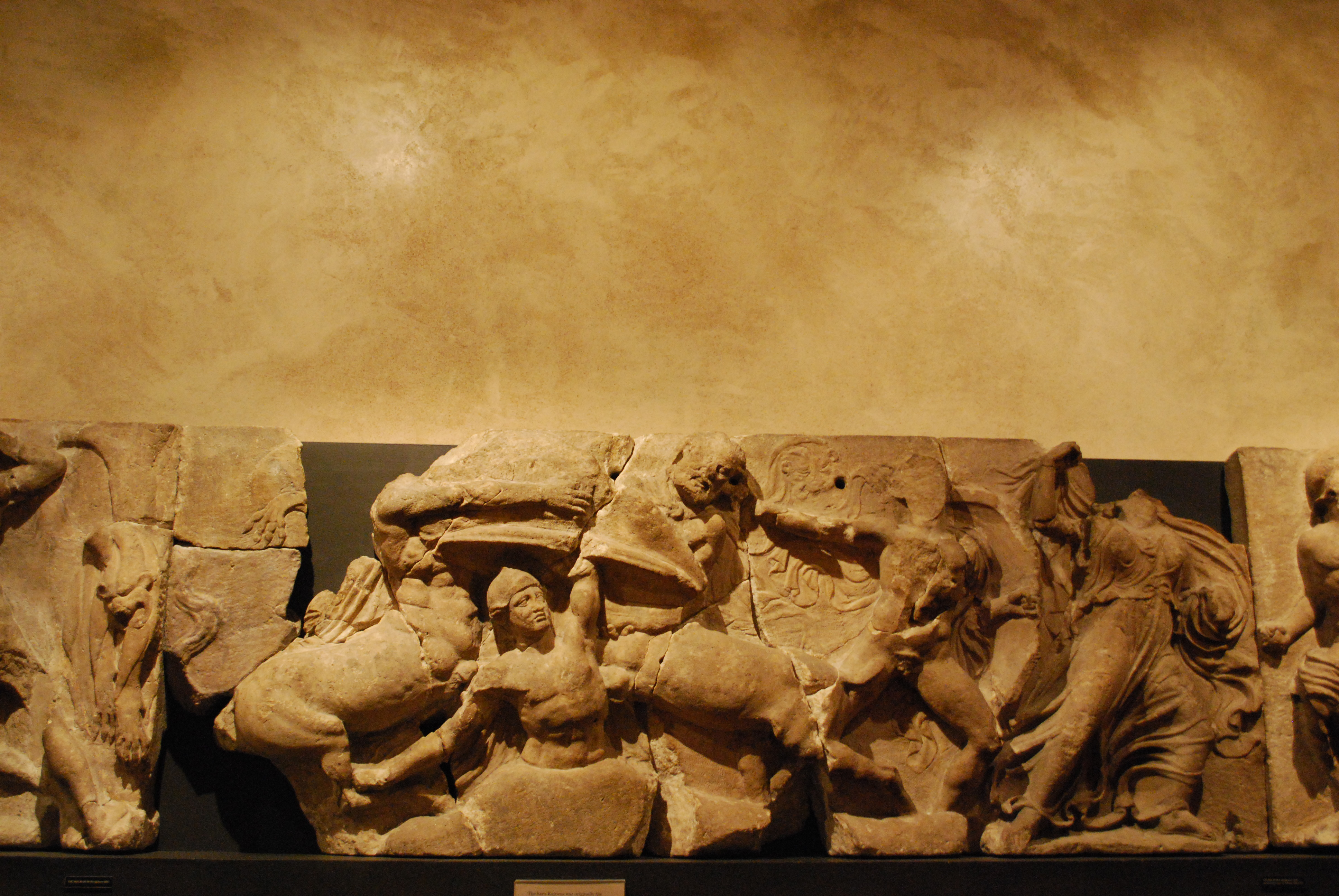
BM530 Mort de Cénée